# Omar Fateh

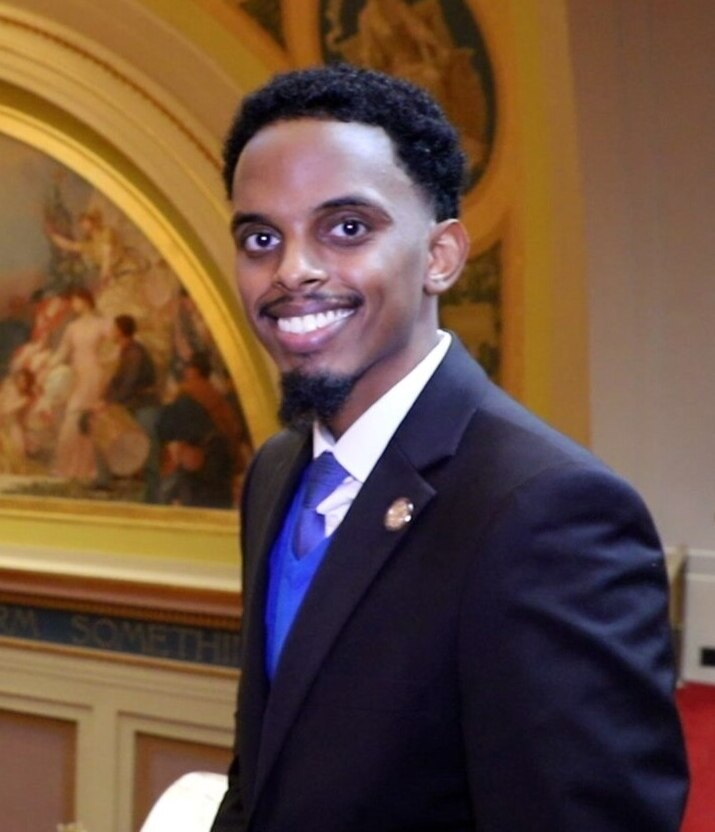
Omar Fateh im November 2021

Omar Mahmood Fateh (* 19. April 1990 in Washington, D.C.) ist ein US-amerikanischer Politiker der Minnesota Democratic-Farmer-Labor Party. Seit 2021 gehört er dem Senat von Minnesota an, wo er den 62th District im Süden von Minneapolis vertritt. Im Juli 2025 wurde er zum Kandidaten der DFL für das Bürgermeisteramt in Minneapolis bestimmt.

## Leben
Fateh wurde am 19. April 1990 als Sohn somalischer Einwanderer in Washington, D.C. geboren und wuchs in Falls Church, Virginia auf. Nach dem Abschluss der Falls Church High School studierte er an der George Mason University, wo er einen Bachelorabschluss sowie einen Master in Public Administration erwarb.
Er lebt mit seiner Frau in Minneapolis und ist muslimischen Glaubens. Im August 2025 kam ihr gemeinsames Kind auf die Welt. Seine Schwester Zaynab Mohamed (* 1997) ist ebenfalls Mitglied des Senats von Minnesota.

## Politische Karriere
Bei den Vorwahlen der Democratic-Farmer-Labor Party im Jahr 2020 setzte er sich gegen den langjährigen Amtsinhaber Jeff Hayden durch. Er gewann die Vorwahl mit 54 % der Stimmen und wurde bei der anschließenden Wahl zum Senat mit etwa 89 % gewählt. Die Vereidigung erfolgte am 5. Januar 2021.
Im Senat von Minnesota ist er Vorsitzender des Ausschusses für Hochschulbildung. Fateh setzte sich innerhalb dieses Ausschusses für das sogenannte „North Star Promise“ ein, das Studierenden aus Familien mit einem jährlichen Einkommen von weniger als 80.000 US-Dollar kostenfreie Studiengebühren ermöglicht. Er hat in der Legislaturperiode von 2021 bis 2022 54 Gesetzesentwürfe verfasst und war an der Legalisierung von Fentanyl-Teststreifen beteiligt. Zudem unterstützte er die Verabschiedung des „100 % Clean Energy Act“, der Minnesota langfristig auf erneuerbare Energien umstellen und Nachhaltigkeit fördern soll.  Er wurde 2022 wiedergewählt.

### Bürgermeisterkandidatur 2025
Im November 2024 gab Fateh seine Kandidatur für das Amt des Bürgermeisters von Minneapolis bei den Wahlen im Jahr 2025 bekannt. Er verfolgt eine progressive Agenda, die unter anderem die Einführung von Mietpreisbindungen, den Ausbau bezahlbaren Wohnraums, einen Mindestlohn von 20 US-Dollar bis 2028 sowie eine kostenlose Hochschulbildung für einkommensschwache Familien vorsieht. Zudem setzt er sich für ein Ende der Zusammenarbeit der Polizei mit der US-Einwanderungsbehörde sowie für Investitionen in alternative Sicherheits- und Bildungsstrukturen ein.
Im Juli 2025 erhielt Fateh die offizielle Nominierung als Bürgermeisterkandidat für Minneapolis der DFL und setzte sich mit über 60 % der Delegiertenstimmen gegen den amtierenden Bürgermeister Jacob Frey durch.